# Ungebetene Gäste (Raumschiff Enterprise – Das nächste Jahrhundert)
Ungebetene Gäste (Originaltitel: Power Play) ist die 15. Folge der fünften Staffel der US-amerikanischen Science-Fiction-Fernsehserie Raumschiff Enterprise – Das nächste Jahrhundert. Sie wurde in den Vereinigten Staaten über Syndication vermarktet und erstmals am 24. Februar 1992 auf verschiedenen Fernsehsendern ausgestrahlt. In Deutschland war sie zum ersten Mal am 25. April 1994 in einer synchronisierten Fassung auf Sat.1 zu sehen.

## Handlung
Im Jahr 2368 bei Sternzeit 45571.2 empfängt die Enterprise ein Notsignal von dem unerforschten Mond Mab-Bu VI. Aufgrund von elektromagnetischen Stürmen sind die Schiffssensoren nicht in der Lage, irgendwelche Lebenszeichen zu entdecken. Schließlich kann das Notsignal der USS Essex zugeordnet werden, die hier vor über 200 Jahren verschwand. Da nicht davon auszugehen ist, dass die Besatzung nach so langer Zeit noch am Leben ist, nimmt Captain Picard an, dass das Notsignal automatisch gesendet wird, und will weiterfliegen. Schiffsberaterin Troi spürt allerdings, dass noch irgendjemand auf dem Mond ist. Picard beschließt, dass ein Außenteam Nachforschungen anstellen soll. Da die Stürme auch den Transporter der Enterprise beeinträchtigen, fliegen Troi, der erste Offizier Will Riker und der zweite Offizier Data mit einem Shuttle zur Oberfläche. Das Shuttle gerät in heftige Turbulenzen und stürzt ab. Riker bricht sich einen Arm; die Anderen bleiben unverletzt, doch das Außenteam hat keinen Kontakt zur Enterprise mehr. Ein Sturm bewegt sich auf die Absturzstelle zu und Troi spürt, dass sich Lebensformen in ihm befinden.
Die Besatzung der Enterprise sucht unterdessen nach einem Weg, das Außenteam zu retten. Transporterchief Miles O’Brien glaubt, es sei möglich, eine einzelne Person auf die Oberfläche zu beamen. Er wählt sich selbst dafür aus und nimmt einige Musterverstärker mit sich, die es ermöglichen sollen, das Außenteam wieder an Bord zu beamen. O’Brien schafft es auf die Oberfläche und stellt die Verstärker auf, doch bevor er den letzten aktivieren kann, wird dieser vom Blitz getroffen. O’Brien und die Anderen fallen bewusstlos zu Boden. Plötzlich erscheinen kleine leuchtende Kugeln. Drei von ihnen dringen in die Körper von Troi, Data und O’Brien ein; eine vierte schwebt über Riker, fliegt dann aber davon. Als Riker wieder zu sich kommt, kann er den letzten Verstärker aktivieren und alle werden zurück auf die Enterprise gebeamt.
Schiffsärztin Beverly Crusher behandelt die Geretteten und diese nehmen wieder ihren Dienst auf. Troi bittet Picard um ein Gespräch unter vier Augen. Sie erklärt, die Wesen im Sturm hätten ihr zu verstehen gegeben, dass sich die Essex in der Südpolarregion des Mondes befindet. Picard will bereits einwilligen, die Suche dort fortzusetzen, doch Data ändert bereits eigenmächtig den Kurs der Enterprise. Als dies auffällt, überwältigen er und O’Brien die restliche Brückenbesatzung. Troi schlägt Picard nieder und zusammen wollen die drei nun mit dem Turbolift zum Maschinenraum fahren. Die Brückenbesatzung erlangt die Kontrolle aber schneller als gedacht zurück und stoppt den Lift. Es gelingt Troi, Data und O’Brien allerdings, den Lift zu verlassen und sich zur Bar „Zehn Vorne“ durchzuschlagen, wo sie die Anwesenden, darunter O’Briens Frau Keiko und seine Tochter Molly, als Geiseln nehmen. Sicherheitschef Worf trifft sofort darauf mit einem Team in der Bar ein, doch ihre Phaser zeigen keine Wirkung auf die Geiselnehmer und so werden auch Worf und seine Leute gefangen genommen.
Dr. Crusher vermutet, dass Troi, Data und O’Brien von unbekannten Lebewesen besessen sind. Riker wurde offenbar aufgrund seines gebrochenen Arms für ungeeignet befunden. Die Geiselnehmer fordern, die Enterprise über die Südpolarregion zu steuern. Picard bleibt keine Wahl als diese Forderung zu erfüllen, doch er befiehlt, so langsam wie möglich dorthin zu fliegen. Er will die gewonnene Zeit nutzen, um die Wesen aus den Körpern seiner Leute zu vertreiben. Da möglicherweise Rikers Schmerzen der Grund für seine Verschonung waren, will er eine Methode finden, um den Besessenen starke Schmerzen, aber keine bleibenden Schäden zuzufügen. Chefingenieur La Forge und Fähnrich Ro Laren schlagen einen Plasmaschock vor. Hierbei soll ein Energiestrahl durch ein Loch in der Decke des „Zehn Vorne“ gesendet werden. Damit der Plan funktioniert, müssen die Geiselnehmer aber sehr nahe beieinander stehen.
Während La Forge und Ro ihren Plan vorbereiten, begibt sich Picard ins „Zehn Vorne“ und bietet an, sich selbst gegen die anderen Geiseln einzutauschen. Troi lässt sich auf eine Unterredung mit ihm ein. Sie erklärt, sie sei der Captain der Essex und die beiden Anderen ihr erster Offizier und ihr Chefingenieur. Ihr Schiff sei in der Südpolarregion von Mab-Bu VI abgestürzt und die elektromagnetischen Stürme hätten die Bewusstseine der Besatzung aufgenommen. Seitdem versuchen sie Ruhe zu finden und wollen nun, dass ihre sterblichen Überreste von der Enterprise geborgen werden. Picard bezweifelt insgeheim, dass diese Geschichte der Wahrheit entspricht. Als die Geiselnehmer schließlich nahe beieinander stehen, aktivieren La Forge und Ro den Plasmastrahl. Data entkommt jedoch aus dem kritischen Radius und erzwingt einen Abbruch der Aktion.
Schließlich erreicht die Enterprise die Südpolarregion. O’Brien ist der einzige, der unter den dort herrschenden Bedingungen einen Transporter richtig bedienen kann. Picard verspricht eine sichere Passage zu einem Transporter in einem Frachtraum. Dennoch wollen Troi, Data und O’Brien auf Nummer sicher gehen und nehmen Picard, Worf und Keiko O’Brien als Geiseln mit sich. Im Frachtraum beamt O’Brien allerdings keine sterblichen Überreste an Bord, sondern hunderte weitere Energiewesen. Die Geiselnehmer enthüllen, dass Mab-Bu VI ein Gefängnisplanet ist. Sie und ihre Gefährten stammen in Wirklichkeit aus einem System namens Ux-mal und sind hier seit 500 Jahren losgelöst von ihren Körpern gefangen. Sie hatten gehofft, mit der Essex entkommen zu können, doch die fiel den Stürmen zum Opfer. Jetzt wollen sie mit der Enterprise einen zweiten Versuch wagen. Picard will es aber nicht dazu kommen lassen. Er hat den Frachtraum bewusst ausgewählt, denn in einem Fall wie diesem soll Riker die Tore öffnen, wodurch alle Anwesenden ins All geblasen werden. Picard, Worf und auch Keiko O’Brien versichern, dass sie lieber sterben würden, als eine Übernahme der kompletten Besatzung durch die Wesen zuzulassen. Die Geiselnehmer sehen ein, dass sie nun keine Optionen mehr haben. Notgedrungen verlassen sie die Körper von Troi, Data und O’Brien und nehmen Picards Angebot an, sie und ihre Gefährten zurück auf den Mond zu schicken.

## Verbindungen zu anderen Star-Trek-Produktionen
Einige Elemente aus dieser Folge wurden in späteren Star-Trek-Produktionen wieder aufgegriffen:
- Die Essex ist das erste Raumschiff im Star-Trek-Franchise, das der Daedalus-Klasse zugeordnet wird. Ein weiteres Schiff dieses Typs (die USS Horizon) ist in mehreren Folgen der Serie Star Trek: Deep Space Nine als Modell zu sehen. Weitere Schiffe dieses Typs kommen in zwei Folgen der animierten Serie Star Trek: Lower Decks vor.
- Während Keiko O’Brien in Ungebetene Gäste damit konfrontiert wird, dass ihr Mann von einem bösen Wesen besessen ist, tritt in Folge 5.05 (Die Erpressung) von Star Trek: Deep Space Nine der umgekehrte Fall ein. Hier wird sie selbst von einem bajoranischen Pah-Geist besessen.
- Die Musterverstärker, die Beamen unter erschwerten Bedingungen ermöglichen, kommen in dieser Folge erstmals zum Einsatz. Sie sind später noch in zahlreichen Folgen mehrerer Serien zu sehen.

## Produktion

### Drehbuch
Die Arbeitstitel der Folge lauteten The Invaders, Terror In Ten-Forward und Feeling Poorly.

### Darsteller
Molly O’Brien wurde in dieser Folge zum zweiten und letzten Mal von den Zwillingen Angela und Angelica Tedeski dargestellt. Ab dem nächsten Auftritt in Folge 6.07 (Erwachsene Kinder) übernahm Hana Hatae diese Rolle.

## Rezeption
Die Folge wurde 1992 für einen Primetime Emmy Award in der Kategorie „Beste Leistung im Tonschnitt für eine Serie“ nominiert.
Keith DeCandido bewertete Ungebetene Gäste 2012 auf tor.com als eine gute Folge von Raumschiff Enterprise – Das nächste Jahrhundert. Es handle sich um nicht mehr als eine simple Action-Geschichte, aber genau das brauche die Serie seiner Meinung nach ab und zu. Die Folge profitiere von der großartigen Regiearbeit David Livingstons und der gelungenen Musik von Jay Chattaway. Auch die Schauspielleistung von Brent Spiner, Marina Sirtis und Colm Meaney, die hier aus ihren gewohnten Rollen ausbrechen konnten, lobte DeCandido.